# Herb gminy Psary
Herb gminy Psary – jeden z symboli gminy Psary.

## Wygląd i symbolika
Herb przedstawia na tarczy dwudzielnej w pas, w górnej części, na niebieskim tle wizerunek górnej połowy złotego orła Piastów śląskich, zaś w dolnej, dwudzielnej w słup – z prawej na srebrnym tle złote wizerunki kłosu zboża, kilofu i pyrlika (w pozycji pionowej), natomiast z lewej strony na zielonym tle kroczącego w prawo złotego psa, z lekko uniesioną prawą przednią łapą i zawiniętym ku górze ogonem. 